# Hertig av Devonshire
Ej att förväxla med Greve av Devon.

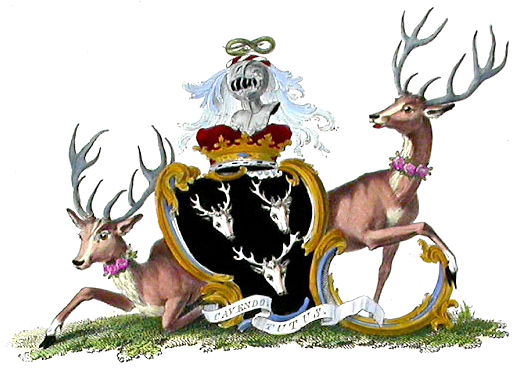
Heraldiskt vapen för hertigen av Devonshire.

Hertig av Devonshire (engelska: Duke of Devonshire) är en engelsk adelstitel, som burits av:
- William Cavendish, 1:e hertig av Devonshire
- William Cavendish, 2:e hertig av Devonshire
- William Cavendish, 3:e hertig av Devonshire
- William Cavendish, 4:e hertig av Devonshire
- William Cavendish, 5:e hertig av Devonshire
- William George Spencer Cavendish, 6:e hertig av Devonshire
- William Cavendish, 7:e hertig av Devonshire
- Spencer Compton Cavendish, 8:e hertig av Devonshire
- Victor Christian William Cavendish, 9:e hertig av Devonshire
- Edward William Spencer Cavendish, 10:e hertig av Devonshire
- Andrew Robert Buxton Cavendish, 11:e hertig av Devonshire (1920–2004)
- Peregrine Andrew Morny Cavendish, 12:e hertig av Devonshire (född 1944)

Hertigens äldste son och arvinge har hövlighetstiteln Markis av Hartington (engelska: Marquess of Hartington). 